# Albert DeSalvo
Albert Henry DeSalvo (Chelsea, 3 settembre 1931 – Walpole, 25 novembre 1973) è stato un serial killer statunitense.
DeSalvo confessò di essere lo "Strangolatore di Boston" che aveva terrorizzato la città dal 1962 al 1964, uccidendo tredici donne. Egli non fu però incarcerato per questi omicidi, ma per una serie di stupri commessi in precedenza. La sua confessione fu oggetto di dispute, e il dibattito circa la sua reale colpevolezza continua ancora oggi.
Nel luglio 2013, il DNA prelevato dal liquido seminale trovato sulla scena del crimine dell'omicidio di Mary Sullivan, e il DNA ottenuto dal nipote di DeSalvo, lo collegarono all'assassinio di Sullivan escludendo il 99,9% della popolazione rimanente. Le autorità riesumarono i resti di DeSalvo quello stesso mese e il test del DNA confermò la corrispondenza.

## Biografia
DeSalvo nacque a Chelsea in Massachusetts da Frank e Charlotte DeSalvo. Suo padre era un immigrato italiano e la madre una immigrata irlandese. Il padre era un violento alcolizzato che arrivò anche a far perdere tutti i denti alla moglie e a spezzarle diverse dita durante una lite particolarmente accesa, finendo anche due volte in carcere per maltrattamento prima di divorziare definitivamente nel 1944. L'uomo inoltre costringeva il figlio ad assistere mentre egli aveva rapporti sessuali con delle prostitute che si portava a casa di tanto in tanto. Da bambino, DeSalvo si divertiva a torturare gli animali, e da adolescente iniziò a praticare piccoli furti, avendo frequentemente a che fare con la legge sin da ragazzo.
Nel novembre 1943, il dodicenne DeSalvo fu arrestato per furto con scasso per la prima volta. Nel dicembre dello stesso anno, egli venne mandato al riformatorio di Lyman. Nell'ottobre 1944 fu rimesso in libertà sulla parola ed iniziò a lavorare come ragazzo delle consegne. In questo periodo iniziò ad emergere in DeSalvo l'insaziabile appetito sessuale che lo contraddistinguerà per tutto il resto della vita. Nell'agosto 1946 fece ritorno a Lyman per aver rubato un'auto. Dopo aver scontato la seconda condanna, DeSalvo entrò nell'esercito e venne inviato di stanza in Germania dove sposò una ragazza tedesca che poi portò con sé negli Stati Uniti. Egli fu congedato con onore dopo il suo primo periodo di servizio. Reintegrato nuovamente, rischiò di essere messo sotto processo dalla corte marziale per aver molestato sessualmente una bambina di 9 anni, ma nonostante ciò, nel 1958 DeSalvo fu congedato con onore dall'esercito una seconda volta.
Il 17 marzo 1960 DeSalvo venne arrestato con l'accusa di furto e condannato a scontare due anni di carcere. Uscì dietro concessione della libertà condizionata dopo undici mesi di detenzione.

### Gli omicidi
Nel periodo tra il 14 giugno 1962 e il 4 gennaio 1964, 13 donne nubili di età compresa tra i 19 e gli 85 anni furono assassinate a Boston e dintorni; e gli omicidi furono attribuiti alla fantomatica identità dello strangolatore misterioso di Boston. La maggior parte delle donne uccise fu violentata nella propria abitazione, e poi strangolata con capi di vestiario come calze, sciarpe, sottovesti. La vittima più anziana morì per infarto. Altre due furono accoltellate a morte, e una di queste dopo essere stata selvaggiamente picchiata. Senza alcun segno di scasso segnalato, le donne probabilmente conoscevano l'assassino oppure lo fecero entrare volontariamente nelle loro case.

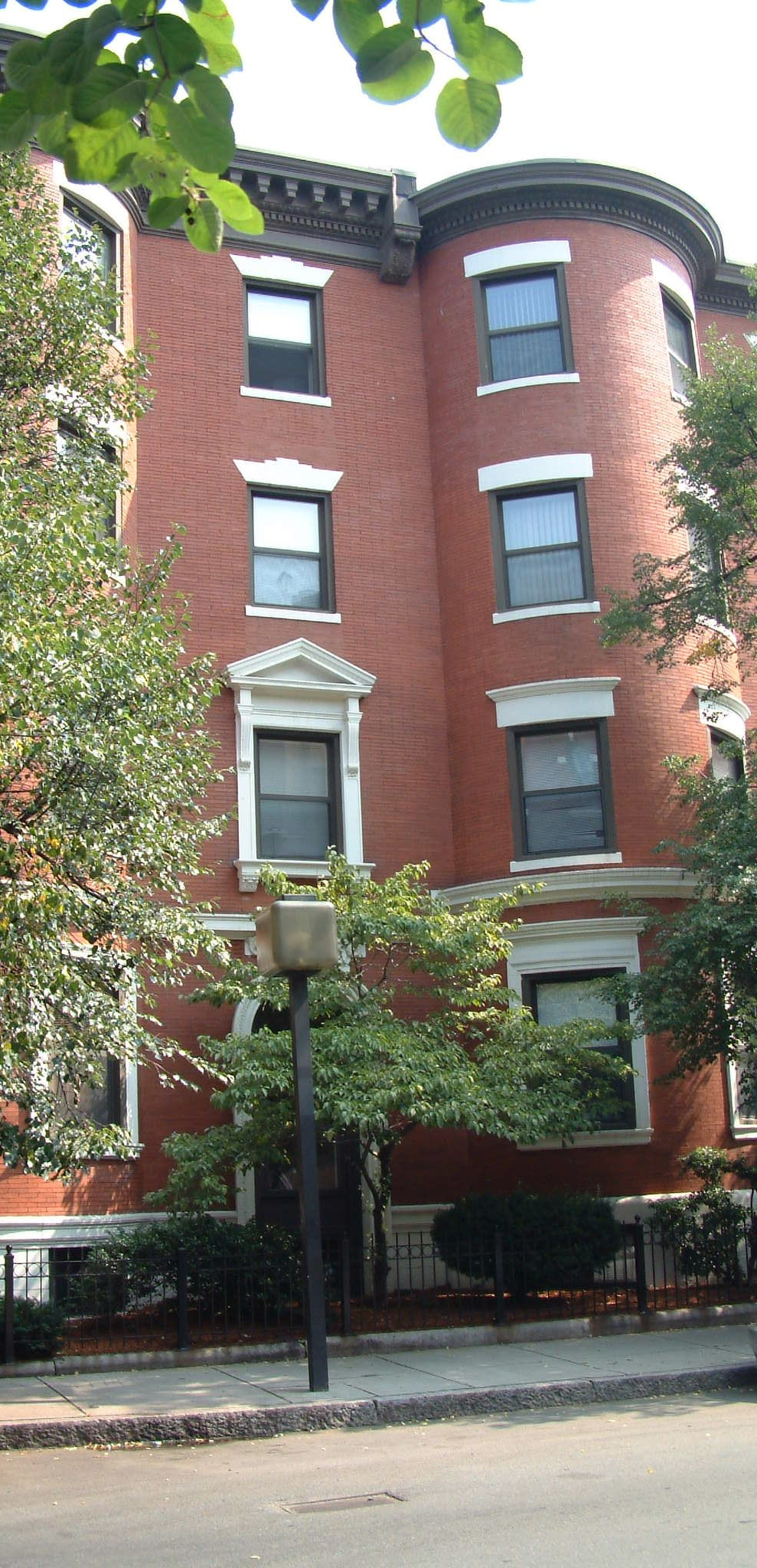
Gainsborough Street: luogo del primo omicidio attribuito allo strangolatore di Boston.

La polizia non era convinta che tutti gli omicidi fossero da ricondursi ad un singolo individuo, specialmente a causa della grande differenza di età fra le vittime; tuttavia la maggior parte dell'opinione pubblica credeva nella tesi dell'unico assassino seriale.
Il 27 ottobre 1964, uno sconosciuto si introdusse nell'appartamento di una giovane donna a East Cambridge fingendosi un detective della polizia. L'uomo legò la vittima al letto, la violentò ripetutamente, chiedendole poi "scusa" prima di andarsene. La descrizione dell'aggressore data dalla donna guidò la polizia a identificare l'assalitore in Albert DeSalvo e quando la sua foto finì sui giornali, molte altre donne lo riconobbero come loro molestatore. La polizia lo arrestò il 3 novembre seguente.
DeSalvo non fu inizialmente sospettato di essere coinvolto negli omicidi dello strangolatore. Solamente quando venne incriminato per svariate violenze carnali che aveva compiuto negli anni guadagnandosi i soprannomi di "uomo delle misure" (dall'abitudine di presentarsi a varie donne con la scusa di essere un talent scout di modelle e di voler controllare le loro "misure") e "uomo verde" (dal colore degli abiti da lavoro che indossava durante le violenze), diede una dettagliata confessione della sua attività di assassino. Uno dei compagni di cella di DeSalvo fu George Nassar, psicopatico e grande manipolatore. Durante le lunghe ore in compagnia tra di loro, nacque l'idea: lo strangolatore di Boston era quasi una star, e allora perché non sfruttare la popolarità dello strangolatore per scriverci un libro e guadagnare un mucchio di soldi dai diritti e dalle interviste? DeSalvo chiese quindi di parlare con Francis Lee Bailey, avvocato di Nassar, a lui confessò di aver ucciso non undici, ma tredici volte, fornì dettagli sulle vittime, sul modo in cui le aveva aggredite e uccise e sulle caratteristiche delle case in cui vivevano che soltanto l'assassino poteva conoscere tanto accuratamente. Anche se con qualche imprecisione ed incongruenza, DeSalvo fu in grado di citare dettagli che la polizia non aveva reso pubblici. Tuttavia, non esistevano prove concrete sufficienti per sostenere la sua confessione. Inoltre, i testimoni non riconobbero in DeSalvo l'uomo che avevano visto sui luoghi del delitto, che assomigliava invece molto proprio al suo compagno di cella, George Nassar. Lo psicologo Ames Robey, che esaminò DeSalvo in carcere, concluse che l'uomo aveva due caratteristiche particolari: una notevole memoria per i dettagli e una importante sindrome narcisistica, per cui doveva essere al centro delle attenzioni.
Per il processo che si svolse nel 1967, DeSalvo venne valutato psicologicamente dal Dr. Harry Kozol, che lo giudicò in grado di affrontare il dibattito processuale. La giuria non credette che DeSalvo fosse lo Stupratore di Boston ma fu condannato comunque per le violenze sessuali.
DeSalvo venne condannato al carcere a vita per le violenze e gli stupri commessi come "uomo verde" su una quantità imprecisata di donne (la cifra delle vittime oscilla tra le 300 e le 2000). Il caso dello "Strangolatore di Boston" venne riaperto nell'inverno del 2001, grazie alla tecnica del DNA. Tracce prelevate all'epoca dalle scene dei crimini e correttamente conservate hanno permesso di estrarre un profilo genetico dell'assassino da confrontare con quello di Albert DeSalvo. Il 6 dicembre 2001 il professor James Starrs, della George Washington University, ha dichiarato di avere trovato sul corpo e sui vestiti di una delle vittime tracce biologiche appartenenti a due diversi soggetti, nessuno dei quali sarebbe Albert DeSalvo. Secondo Starrs questo dimostra l'estraneità di DeSalvo, che sarebbe perciò un impostore, una sorta di mitomane, affamato di notorietà. 
Quello dello "strangolatore di Boston" almeno ufficiosamente, rimane ancora un caso misterioso. Il profilo criminale dello Strangolatore di Boston porta invece direttamente a George Nassar.
Nonostante il suo avvocato difensore avesse invocato per lui la totale infermità mentale, in mancanza di prove concrete non fu possibile attribuirgli ufficialmente anche gli omicidi dello "strangolatore" da lui confessati successivamente all'arresto, e nemmeno la giuria gli credette.
Aggiornamenti importanti arrivarono l'11 luglio 2013, quando la polizia di Boston annunciò che l'esame del DNA dello sperma ritrovato all'epoca sulla scena del delitto, aveva collegato Albert DeSalvo allo stupro ed omicidio della diciannovenne Mary Sullivan. I resti di DeSalvo furono esumati e gli investigatori trovarono un'esatta corrispondenza con il suo DNA.
Il 19 luglio 2013, il commissario della polizia di Boston Edward F. Davis dichiarò che il test del DNA non lasciava dubbi che DeSalvo fosse la fonte del liquido seminale rinvenuto sulla scena del crimine nel 1964, dichiarandolo quindi responsabile certo della morte di Mary Sullivan, attribuita allo "Strangolatore di Boston".

### Le vittime
| Nome              | Età | Data ritrovamento | Luogo ritrovamento               |
| ----------------- | --- | ----------------- | -------------------------------- |
| Anna Slesers      | 55  | 14 giugno 1962    | 77 Gainsborough Street, Boston   |
| Mary Mullen       | 85  | 28 giugno 1962    | 1435 Commonwealth Avenue, Boston |
| Nina Nichols      | 68  | 30 giugno 1962    | 1940 Commonwealth Avenue, Boston |
| Helen Blake       | 65  | 30 giugno 1962    | 73 Newhall Street, Lynn          |
| Ida Irga          | 75  | 19 agosto 1962    | 7 Grove Street, Boston           |
| Jane Sullivan     | 67  | 21 agosto 1962    | 435 Columbia Road, Boston        |
| Sophie Clark      | 20  | 5 dicembre 1962   | 315 Huntington Avenue, Boston    |
| Patricia Bissette | 23  | 31 dicembre 1962  | 515 Park Drive, Boston           |
| Mary Brown        | 69  | 6 marzo 1963      | 319 Park Avenue, Lawrence        |
| Beverly Samans    | 23  | 6 maggio 1963     | 4 University Road, Cambridge     |
| Evelyn Corbin     | 58  | 8 settembre 1963  | 224 Lafayette Street, Salem      |
| Joann Graff       | 23  | 23 novembre 1963  | 54 Essex Street, Lawrence        |
| Mary Sullivan     | 19  | 4 gennaio 1964    | 44-A Charles Street, Boston      |

### Detenzione e morte
Nel febbraio 1967, DeSalvo riuscì a fuggire insieme a due altri detenuti dal manicomio criminale nel quale era rinchiuso, scatenando una caccia all'uomo che non si vedeva dai tempi di John Dillinger (rapinatore di banche che tra il 1930 e il 1934 fu ricercato dalla polizia statunitense in tutti gli stati). Quando pochi giorni dopo venne ricatturato fu immediatamente trasferito al penitenziario di massima sicurezza di Walpole, dove 6 anni dopo, il 25 novembre 1973, venne rinvenuto il suo cadavere pugnalato a morte nell'infermeria, ucciso da mano ignota. È sepolto nel Puritan Lawn Memorial Park di Peabody, Massachusetts.

## Nella cultura di massa
- DeSalvo fu il soggetto d'ispirazione per il film del 1968 Lo strangolatore di Boston, con protagonista Tony Curtis nei panni di Albert DeSalvo, e Henry Fonda e George Kennedy nel ruolo dei poliziotti che lo incastrarono. Il film è molto romanzato: dà per certa la colpevolezza di DeSalvo, il quale viene dipinto come uno schizofrenico affetto da disturbi di personalità multipla che commette gli omicidi in uno stato di incoscienza paranoide scordandosi subito dopo di quanto successo. Nella realtà, a DeSalvo non fu mai diagnosticata una patologia di questo genere.
- La canzone Midnight Rambler del gruppo rock britannico Rolling Stones, presente sul loro album Let It Bleed del 1969, è direttamente ispirata alle gesta dello strangolatore di Boston.
- Il brano The Boston Strangler (Albert DeSalvo) dei Macabre contenuto nel disco Sinister Slaughter del 1993 è incentrato sulla figura di Albert DeSalvo.
- Lo "strangolatore di Boston" viene citato nel film Ghost.[senza fonte]
- Il killer viene citato nel libro C'era una volta ad Hollywood di Quentin Tarantino.
- Nella serie TV Rizzoli & Isles, ep. 2 stagione I, nella puntata intitolata "Lo strangolatore di Boston", si fa riferimento a DeSalvo.
- Nel film Copycat - Omicidi in serie DeSalvo viene menzionato per la tecnica di "acconciatura" delle vittime che presentavano le calze annodate intorno al collo.
- Della sua storia è stato realizzato il film del 2023 Lo strangolatore di Boston, con Keira Knightley, Carrie Coon, Alessandro Nivola e David Dastmalchian nella parte di DeSalvo.